# Gri (entitate extraterestră)

Un presupus cadavru al unui extraterestru din rasa Gri

Comparație cu omul

Grii (en. Greys) sunt ființe folclorice a căror existență este presupusă și promovată de cultura populară în cercurile ufologice, paranormale sau New Age, în ciuda faptului că existența lor nu este luată în considerare de către comunitatea științifică majoritară. Numiți astfel pentru culoarea presupusă a pielii lor, Grii sunt cei mai des asociați cu fenomenul de răpire extraterestră, în care reclamanții pretind că Grii sunt extratereștrii inteligenți care vizitează Pământul și efectuează în secret experimente medicale pe oamenii pe care i-au răpit temporar. Oamenii de știință cred că fenomenul răpirii este o experiență subiectivă reală, cu rădăcini în psihologie și în cultură, dar că aceste date nu furnizează dovezi credibile pentru a demonstra științific vizita extratereștrilor.